# 1971年バレーボール女子北中米選手権
1971年バレーボール女子北中米選手権（1971 Women's NORCECA Volleyball Championship）は、1971年にキューバのハバナで開催された、北中米バレーボール連盟主催の第2回バレーボール北中米選手権女子大会。
出場国は4カ国。メキシコが2大会連続2回目の優勝を飾った。

## 出場国
- オランダ領アンティル
- キューバ
- メキシコ
- プエルトリコ

## 最終結果
| 1971年女子北中米選手権優勝国 |
| ---------------------------- |
| · メキシコ · 2大会連続2回目  |

| 順位 | 国                   |
| ---- | -------------------- |
| 1    | メキシコ             |
| 2    | キューバ             |
| 3    | オランダ領アンティル |
| 4    | プエルトリコ         |